# Штрикер (поэт)
Штрикер (нем. Der Stricker) — псевдоним средневерхненемецкого поэта, о котором известно только то, что он жил в Австрии около 1240 года, а родом был, вероятно, из Саксонии. Его псевдоним можно перевести как «вязальщик», из чего делается вывод, что он, скорее всего, был простолюдином, однако в своих работах он демонстрирует знание немецкой литературы своего времени и богословия. Считается одним из главных представителей жанров дидактической поэзии и exempla, а в его произведениях поднимаются вопросы не только религии и морали, но также куртуазной любви с прославлением женской красоты.
Он написал:
- рыцарский роман «Даниэль из Цветущей долины» (нем. Daniel von dem blühenden Thal), издан впервые Г. Розенхагеном (Бреслау, 1894);
- переработал песнь о Роланде под названием «Поход Карла Великого в Испанию» (нем. Karls des Grossen Zug nach Spanien), изд. К. Барчем (Кведлинбург, 1857);
- сочинял рассказы, притчи, басни, которые были собраны кем-то под общим названием «примеров» (многие были изданы К. А. Ханом, там же, 1839);
- «Поп Амис» (нем. Der Pfaffe Amis), самое старое из произведений подобного рода, рисующее забавные и плутовские похождения духовного лица — Амиса; опубликованы Г. Ф. Бенеке в «Beiträge zur Kenntniss der altdeutschen Sprache…» (Гёттинген, 1810—1832); Х. Ламбелем в «Erzählungen und Schwänke» (2 издание — Лейпциг, 1883); на современном немецком языке К. Панниром (там же, 1878).